# 巽他帝國
巽他帝國，全名巽他帝國-地球帝國，這個組織最初是在社交媒體上開始活動，最終在Facebook形成並迅速發展，一位叫做「Renny Khairani Miller」的FB用戶，2020年在社交媒體上傳巽他帝國的活動狀態，附上多張穿著軍裝的人物照片，傳播巽他帝國實質存在的內容，從而引起大眾的騷動。

## 回應
這個組織成立於2017年，但只是存在於虛擬世界之中，有部份疑似該組織的成員，在網路上顯示自己的成員身份，2018年期間曾在大學內召開活動。萬隆民族團結和政治局首長（Kepala Kesatuan Bangsa dan Politik [Kesbangpol] Kota Bandung）費爾迪·利加斯瓦拉澄清，巽他帝國在這段活動的期間，並非萬隆政府的合作關係組織。2020年1月16日，國家思想和宏觀局首長（Kepala Bidang Ideologi dan Wawasan Kebangsaan）索尼·巴赫蒂亞爾附合聲明，同時表示巽他帝國並非合法成立的組織。
西爪哇省退伍警察總長安東·查里揚回應，有些人推測印尼出現的虛構國家，例如巽他帝國和普世帝國（世界帝國）有著密切的聯繫，因為它們有如出一轍的外貌。前青年和體育部長羅伊·蘇約隨後向警察舉報巽他帝國的高級成員，理由是他們在維基百科上改寫聯合國和北約的歷史。
此外，西爪哇省省長里德萬·卡米爾表示，這個組織使許多人有國家的錯覺，對組織進行的活動感到困惑，因此呼籲西爪哇民眾提高警覺。

### 主張
雖然這個組織的名字中帶有「巽他」的字眼，但事實證明巽他帝國與巽他族沒有更多聯繫。巽他帝國負責人朗加·薩薩納解釋，巽他帝國是地球帝國（Earth Empire），是繼承自公元前323年至今的太陽帝國（Sun Empire）。
朗加宣稱巽他帝國世界外交使團駐在萬隆，帝國版圖分為6個區域，包括巽他大西洋區域、巽他努山達拉區域、巽他歐洲區域、巽他太平洋區域、巽他大陸區域和巽他群島區域，總共涵蓋54個國家，五角大樓和聯合國都在萬隆的控制之下。最初成立的目的，是讓所有國家重新歸入巽他帝國，並幫助他們在2020年償還世界銀行的債務。
朗加還發表過極有爭議性的聲明，例如世界將會面臨末日，唯有巽他帝國能夠拯救地球並阻止核戰爭；並宣稱马云和比尔·盖茨將會加入巽他帝國。他曾經表示，努山達拉的疆域不僅止在印度尼西亚，還包括澳大利亚、巴布亞新幾內亞、馬來西亞、新加坡、菲律賓、越南、中國、蒙古、日本、俄羅斯遠東地區至朝鮮半島在內的國家。

### 警察逮捕
2020年1月28日，朗加在勿加泗县被西爪哇省地方警察逮捕。 兩天之後，警方以散佈虛假消息為理由，拘留3名巽他帝國的高層人員，包括冠上總理銜稱的納斯里·班克斯（Nasri Banks）、冠上女皇銜稱的拉特娜寧倫（Raden Ratnaningrum）和冠上秘書長銜稱的朗加（Ki Ageng Rangga），一旦根據1946年《錯誤資訊法令》（1946 Misinformation Law）第14和15條定罪，將可能判決長達10年的監禁。

## 後續
2020年6月25日，印尼媒體揭露巽他帝國女皇拉特娜寧倫和總理納斯里的兩名女兒——法塔西亞·雷扎（Fathia Reza）和拉米亞·罗罗（Lamia Roro），於2007年使用無效的巽他帝國護照入境馬來西亞，宣稱來自巽他帝國並拒絕承認是印尼公民，因此被馬來西亞移民局以無國籍為由拘留，滯留至今。
法塔西亞和拉米亞接受採訪時，能以流暢的巽他語、印尼語、英語、荷語和法語進行交流。兩人聲稱自己在瑞士流亡，2007年7月6日途經新加坡抵達汶萊國際機場並居住在旅館，因為僅持有巽他帝國的外交護照，而於7月12日被汶萊警察拘捕，並驅逐到汶萊與砂拉越的緩衝區。
她們被砂拉越移民官員扣留，並起訴她們非法入境，法院判決她們必須在14天內返回本國，但沒有任何證據顯示她們來自哪個國家。印尼驻马来西亚大使馆及驻古晋总领事馆多次交涉後，兩人仍堅稱並非印尼公民，因此滯留在馬來西亞長達13年。